# 黄奕中
黄奕中（こう えきちゅう、黄奕中、ホァン・イィチョン、1981年8月24日 - ）は、中国の囲碁棋士。湖南省出身、中国囲棋協会所属、七段。天元戦優勝、三星火災杯世界オープン戦ベスト4など。

## 経歴
長沙市に生まれ、7歳で囲碁を学ぶ。11歳で湖南省チーム入り、12歳の時に北京に出て、羅建文七段の内弟子となる。1994年初段、国家少年囲棋隊入り。1995年に世界青少年囲碁選手権大会優勝。1999年、甲級リーグ戦に中信大三元チームで出場し、勝率1位獲得。2000年五段、全国個人戦4位。2001年、新人王戦準優勝。2002年に天元戦で5連覇中の常昊に挑戦し、2-0で勝って初タイトル獲得。これにより2003年富士通杯に初出場。
2007年、三星火災杯でベスト4進出、準決勝で李世乭に0-2で敗れる。2008年第1回ワールドマインドスポーツゲームズの男女ペア戦で、范蔚菁とのペアで優勝。2010年全国智力運動会男子団体戦で、北京チームで出場し3位。
中国囲棋甲級リーグでは1999年から中信大三元、北京新興地産チームなどで2012年まで出場。中国棋士ランキングでは2002年4月に10位。

### タイトル歴
- 天元戦 2002年
- ワールドマインドスポーツゲームズ 2008年 男女ペア戦（范蔚菁とのペア、○モンゴル、○日本（矢代久美子・小林覚）、○韓国（李夏辰・温昭珍）、○中華台北（謝依旻・周俊勲））

### その他の棋歴
国際棋戦
- 日中天元戦 2002年 0-2 羽根直樹
- 中韓天元戦 2002年 1-2 朴永訓
- 三星火災杯世界オープン戦 ベスト4 2007年（○崔哲瀚、○曺薫鉉、○胡耀宇、0-2 李世乭）
- 春蘭杯世界囲碁選手権戦 ベスト8 2008年（○車敏洙、×常昊）
- BCカード杯世界囲碁選手権 ベスト8 2009年（○姜儒沢、○崔哲瀚、○白洪淅、○胡耀宇、×趙漢乗）

国内棋戦
- 全国囲棋個人戦 4位 2000、03年
- 新人王戦 準優勝 2001年
- 阿含・桐山杯中国囲棋快棋公開戦 準優勝 2002年
- 棋聖戦 五段戦優勝 2001年
- リコー杯囲棋混双戦 準優勝 2012年（王晨星とペア）
- 中国囲棋甲級リーグ戦
  - 1999年（中信大三元）勝率1位
  - 2000年（中信大三元）
  - 2001年（中信大三元）
  - 2002年（中信大三元）
  - 2003年（北京大興）9-13
  - 2004年（北京新興地産）13-9
  - 2005年（北京新興地産）14-8
  - 2006年（北京新興地産）
  - 2007年（新興地産）13-8
  - 2008年（新興地産）10-10
  - 2009年（新興地産）7-15
  - 2010年乙級（蘇泊爾杭州）
  - 2011年乙級（蘇泊爾杭州）4-3
  - 2012年（安徽華億）1-6